# Dezső Szabó (athlétisme)
Pour les articles homonymes, voir Szabó et Dezső Szabó (homonymie).
Dezső Szabó (né le 4 septembre 1967 à Budapest) est un athlète hongrois, spécialiste des épreuves combinées.

## Biographie
Il remporte la médaille d'argent du décathlon lors des championnats d'Europe de 1990, à Split, où il établit la meilleure performance de sa carrière avec 8 436 pts.
Il se classe quatrième des Jeux olympiques de 1992 à Barcelone.
Vainqueur des Universiades d'été de 1995, il se classe deuxième de l'heptathlon lors des championnats d'Europe en salle de 1998.

### Palmarès
| Date | Compétition                    | Lieu      | Résultat | Épreuve    | Performance |
| ---- | ------------------------------ | --------- | -------- | ---------- | ----------- |
| 1988 | Jeux olympiques                | Séoul     | 13e      | Décathlon  |             |
| 1989 | Hypo-Meeting                   | Götzis    | 5e       | Décathlon  |             |
| 1989 | Universiade                    | Duisburg  | 3e       | Décathlon  |             |
| 1990 | Hypo-Meeting                   | Götzis    | 2e       | Décathlon  |             |
| 1990 | Championnats d'Europe          | Split     | 2e       | Décathlon  | 8 436 pts   |
| 1992 | Jeux olympiques                | Barcelone | 4e       | Décathlon  | 8 199 pts   |
| 1993 | Championnats du monde en salle | Toronto   | 5e       | Heptathlon |             |
| 1994 | Championnats d'Europe          | Helsinki  | 8e       | Décathlon  |             |
| 1995 | Universiade                    | Fukuoka   | 1er      | Décathlon  |             |
| 1998 | Championnats d'Europe en salle | Valence   | 2e       | Heptathlon |             |
| 1998 | Championnats d'Europe          | Budapest  | 7e       | Décathlon  |             |
| 1999 | Championnats du monde en salle | Maebashi  | 5e       | Heptathlon |             |

### Records
| Épreuve   | Performance | Lieu  | Date         |
| --------- | ----------- | ----- | ------------ |
| Décathlon | 8 436 pts   | Split | 29 août 1990 |